# هوپ بندر
هوپ بندر (انگلیسی: Hope Bender؛ زادهٔ ۲ ژانویهٔ ۱۹۹۷) ورزشکار دو و میدانی اهل  ایالات متحده آمریکا است.